# Creu de terme de Nalec
La Creu de terme de Nalec és una obra barroca de Nalec (Urgell) inclosa a l'Inventari del Patrimoni Arquitectònic de Catalunya.

## Descripció
És una creu de terme de la qual únicament es conserven la part corresponent al nus superior de la creu, la resta ha estat perduda i substituïda per una estructura de forja en forma de creu llatina. El nus de la creu és de tipologia hexagonal i cada un dels seus costats es troba flanquejat per una arcuació de mig punt amb una venera inserida en el seu interior i hi allotgen figures dels sants apòstols molt malmeses pel pas del temps i l'erosió dels agents meteorològics externs. Moltes d'aquestes figures dempeus situades a l'intradós dels arcs ja són gairebé irrecognoscibles. El nus de la creu superiorment es troba rematada per una estructura de cúpula rebaixada.
La creu de terme fou reconstruïda l'any 1955.